# István Bodnár
István M. Bodnár (* 1958) ist ein ungarischer Philosophiehistoriker auf dem Gebiet der antiken griechischen Philosophie.
Bodnár studierte von 1976 bis 1983 Philosophie sowie englische und lateinische Philologie an der Eötvös-Universität, Budapest. Er wurde 1992 mit einer Dissertation zu Parmenides bei Imre Ruzsa promoviert. Anschließend war er dort von 1992 bis 1994 Senior Assistant Professor, von 1994 an Associate Professor. Seit 2008 ist er Direktor des dortigen Instituts für Philosophie. Seit 2001 ist er zugleich in Teilzeit Associate Professor am Philosophy Department der Central European University (CEU), vormals Budapest, nunmehr Wien.
Forschungsschwerpunkte sind die antike Metaphysik, Epistemologie, Physik und Naturwissenschaft sowie die Logik.

## Schriften (Auswahl)
- Aristotle’s Natural Philosophy. In: Edward N. Zalta (Hrsg.): Stanford Encyclopedia of Philosophy.
- mit William Wall Fortenbaugh (Hrsg.): Eudemus of Rhodes. Transaction Publishers, New Brunswick/London 2002, (online).
- Oenopides of Chius. A survey of the modern literature with a collection of the ancient testimonia. Berlin 2007, Max-Planck-Institut für Wissenschaftsgeschichte, Preprint 327; (online) (560 kB)
- Simplicius: On Aristotle, Physics 8.1–5, übersetzt von István Bodnár, Michael Chase und Michael Share, Bloomsbury, London 2014, ISBN 978-1-4725-3917-5.